# Kika Karadi
Kika Karadi (Budapest, 1975) è un'artista contemporanea ungherese che vive e lavora a New York.

## Biografia
Ha partecipato alla Prague Biennale nel 2005 e nel 2007. Le sue opere sono state presentate in numerose fiere internazionali tra cui: Art Basel/Miami Beach, Art Brussels, ARCO – Madrid, Art Palm Beach - Contemporary Art Fair, Art Miami e The Armory Show. 
Diplomata al Maryland Institute College of Art, nel 1994 è stata la più giovane vincitrice del Morris Louis Grant che le ha consentito di risiedere a Parigi per alcuni mesi per perfezionare il suo lavoro. Nel 2006 è stata recensita dalle riviste Artforum e Flash Art.

## Mostre

### Personali
2009 Observing Naked Singularities, Vibrational Optics and The Paradigm of a quantum life, Galleria Rubin, Milano

2008 Recent Paintings, Moeller Snow Gallery, New York, NY (USA)

2007 New Paintings, Björn Ressle Gallery, New York, NY (USA)

2006 Veiled Paintings, Annarumma 404, Napoli

2004 Kika Karadi, The Bas Fisher Invitational, Miami, FL (USA)

### Collettive
2009 Summer Abstract Group Show, Galleria Rubin, Milan

2009 Crossing Borders, Björn Ressle Gallery, New York, NY (USA)

2008 Gravity, Colección Ernesto Esposito, ARTIUM Centro-Museo Vasco de Arte Contemporáneo, Vitoria-Gasteiz (E)

2008 Winter Salon - Works on Paper, Björn Ressle Gallery, New York, NY (USA)

2007 White light, White Heat, Mahan Gallery, Columbus, OH (USA)

2007 Out of Art, Kunsthaus CentrePasquArt, Centre d'Art, Biel/Bienne (CH)

2007 Prague Biennale 3, Karlin Hall, Prague (CZ)

2007 Ecologus - Perspectives on an Imperiled Habitat, Loft 36, Berlin (D)

2007 Group Show, Björn Ressle Gallery, New York, NY (USA)

2006 Locus, Björn Ressle Gallery, New York, NY (USA)

2006 A New Kind of Science, Karpio Facchini Gallery, Miami, FL (USA)

2006 The Armory Show, Works on Paper, Björn Ressle Gallery, New York, NY (USA)

2005 Poles Apart Poles Together, Museo Storico Navale, collateral event of 51ª Biennale d'Arte di Venezia, Venice

2005 Part II Four Emerging Young Artists, Björn Ressle Gallery, New York, NY (USA)

2005 Prague Biennale 2, Expanded Painting, Karlin Hall, Prague (CZ)

2005 Visages and Secrets, Laure de Mazieres Gallery, Miami, FL (USA)

2005 Wet Edge Zones, Miami, FL (USA)

2004 8WP: Eight Women Painters, Karpio + Facchini Gallery, Miami, FL (USA)

2004 Made in Miami II, Fredric Snitzer Gallery, Miami, FL (USA)